# Trigonopeltastes deltoides
Trigonopeltastes deltoides är en skalbaggsart som beskrevs av Newmann 1838. Trigonopeltastes deltoides ingår i släktet Trigonopeltastes och familjen Cetoniidae. Inga underarter finns listade i Catalogue of Life.